# Comunicación asincrónica

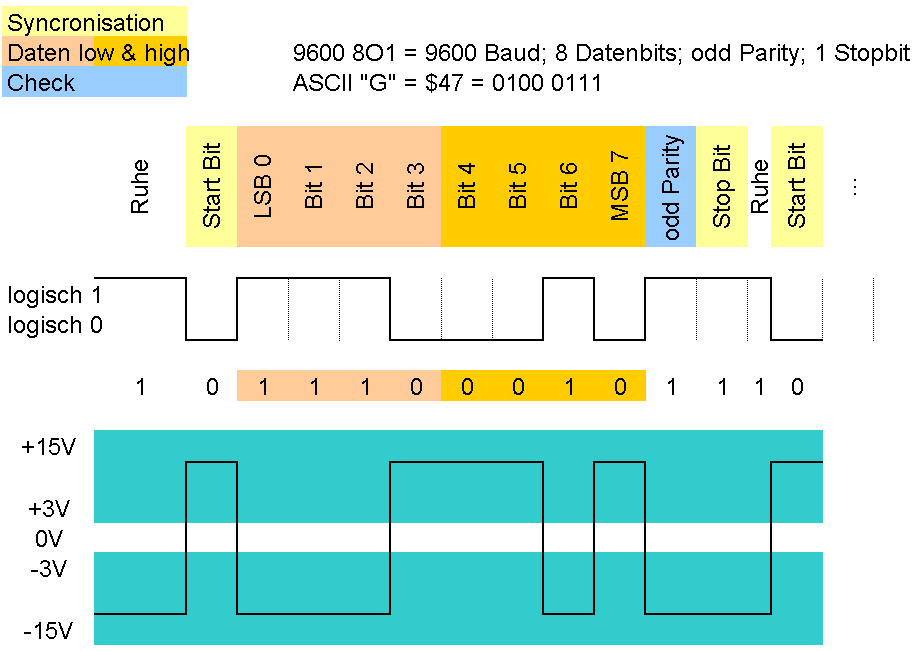
Señal asíncrona correspondiente al protocolo serial RS-232.

La comunicación asincrónica es aquella comunicación que se establece entre personas de manera diferida en el tiempo, es decir, cuando no existe coincidencia temporal o no hay intervención de las dos partes. Actualmente este tipo de comunicación se desarrolla a través de ordenadores o computadores, televisores o radios.

## Elementos de la comunicación asincrónica
En la comunicación asincrónica observamos que algunos de elementos típicos de la comunicación presentan unas características específicas y diferenciadas:
- Emisor: El emisor envía la información sabiendo que no obtendrá una respuesta inmediata.

- Receptor: Este será consciente de la llegada del mensaje solo cuando acceda al canal específico.

- Canal: Es el medio físico acordado por ambas partes por el que se transmite el mensaje, debe ser perdurable en el tiempo ya que el mensaje se almacenará allí durante un tiempo indefinido.

- Código: Debe ser perdurable en el tiempo, además deberá ser compartido entre los elementos del evento comunicativo; deberá contar con un soporte físico para su almacenamiento.

- Situación o contexto: La disponibilidad del emisor o receptor es incierta y marca de forma importante el contexto de la comunicación.